# Романо Проди
Романо Проди (итал. Romano Prodi; рођен у Скандијану близу Ређо Емилије 9. августа 1939) је италијански политичар. Био је председник Европске комисије и два пута председник владе Италије. Често га зову „Професор” због његове академске каријере.
1969. се оженио Флавијом Францони; имају два сина, Ђорђа и Антонија. Пар је венчао Камило Руини, сада познати кардинал. Његова супруга Флавија умрла је 13. јуна 2023. године у 76. години.

## Образовање
Након завршене средње школе на Лицеју Лудовико Ариосто у Ређо Емилији, студирао је на Миланском католичком универзитету, где је дипломирао право са 1961. са темом Штета протекционизма у развоју италијанске индустрије пред професором Сиром Ломбардинијем. Проди је отишао на специјализацију на универзитете у Милану и Болоњи и на Лондонској школи економије, под Басилом Јамијем, професором индустријске економије.
Романо Проди је такође почасни професор на универзитету Харвард и Стендфорском истраживачком институту.

## Академска каријера
Његова академска каријера је почела на одсеку економије на Факултету политичких наука на Универзиту Болоња, где је радио као асистент професору (1963), ванредни професор (1966) и на крају као редовни професор (1971—1999) индустријске организације и индустријске политике.
Проди је добио скоро 20 почасних диплома од институција у Италији и остатку Европе, Северне Америке, Азије и Африке.

## Политика
Проди је лево оријентисан хришћански демократа. Током половине седамдесетих, почео је да улази у италијанску политику и био је именован министром индустрије 1978. током владе Ђулија Андреотија. Као министар промовисао је закон, познат као Продијев закон, који је имао за циљ регулисање ванредног поступка државне управе за спас великих предузећа у кризи. Имао је место у разним комисијама током осамдесетих и раних деведесетих. Радио је као председник моћне државне компаније ИРИ, од 1982-1989 и опет од 1993-1994. Ипак, двапут је био под истрагом због наводне корупције док је био на челу ИРИ-ја. Прво је био оптужен због сукоба интереса, први пут у вези са уговором додељеним његовој економској истраживачкој компанији, а други пут због продаје губитничког државног конгломерата за производњу хране СМЕ мултинационалном Јунилеверу, за који је неко време био плаћени консултант, али је ослобођен у обе оптужбе. 1995. је постао председник коалиције левог центра L'Ulivo (Маслина), а 1996. председник владе. Његова влада је пала када је Странка Комунистичке Обнове повукла подршку, допуштајући формирање нове владе под Масимом Д'Алемом. Ово се догодило због само једног гласа у Дому заступника (потребна је подршка већине чланова у оба дома). Ипак, разочарење није било због званичног повлачења подршке, већ због супротног гласања на теми означеној основном за Владу и то је изазвало оставку у случају негативног гласања.

### Председник Европске комисије
Као врло познат присталица Европске уније, Проди је септембра 1999. именован за председника Европске комисије, уз велику подршку европских хришћанско-демократских и социјалдемократских партија. Токов свог мандата, 11 држава Европске уније је 2002. прихватило евро као нову валуту, заменивши своје националне валуте. Европска унија се 2004. проширила са неколико источноевропских држава, од којих су већина некада припадала комунистичком блоку. Продијев мандат је истекао 18. новембра 2004.
Према споразуму из 1997, државе чланице су се сложиле да пренесу одређена овлашћења са националних влада на Европски парламент. Због ове повећане моћи председника Комисије, неки медији су председника Продија описали као првог „премијера Европске уније“.
Априла 2006, члан британског парламента Џерард Батен, цитирао је оптужбе бившег агента Федералне службе безбедности, пуковника Александра Литвињенка, да је Проди био КГБ-ов човек у Италији, захтевајући истраживање оптужби.

## Избори за премијера 2006
Као вођа Уније, коалиције лево оријентисаних партија, на изборима 2006 Романо Проди је поразио десно оријентисаног премијера Силвија Берлусконија за мање од 1%. Ово је била контроверза јер је Проди прогласио победу сатима пре званичних резултата и Берлускони је захтевао ново пребројавање.

### Оставка 2007. и поновни избор
Проди је 21. фебруара 2007. председнику Италије понудио оставку, након што у сенату није усвојен проевропски предлог његове владе у вези са слањем италијанских трупа у Авганистан и проширивањем америчких база на северу Италије, које је прихватила влада његовог претходника Силвија Берлусконија, међутим председник је одбио оставку и Проди је остао премијер.

### Оставка 2008.
Међутим Продијева влада ће изгубити парламентарну већину и Берлусконијева центро-десничарска коалиција ПдЛ-ЛН-МпА ће однети побједу на изборима 2008.

## Од 2008. до данас
Након пада владе Проди се повукао из активне политике и вратио се предавању као професор на Универзитету у Болоњи.
УН су 12. септембра 2008. именовале Продија за шефа заједничког панела АУ-УН чији је циљ унапређење мировних операција у Африци.
Дана 6. фебруара 2009. именован је за ванредног професора на Вотсон институту за међународне студије Универзитета Браун. Романо Проди је од 2010. године председавајући за кинеско-европски дијалог у Међународној пословној школи Кине.
Дана 9. октобра 2012. године, Романа Продија је именовао генерални секретар УН Бан Кимун за свог специјалног изасланика за Сахел. На тој функцији је био до 31. јануара 2014. године.
Проди је такође члан Мадридског клуба, међународне организације бивших демократских државника, која ради на јачању демократског управљања и вођства. Он је бивши члан Управног одбора Билдерберг групе.
Од септембра 2020. члан је италијанског института Аспен.